# Johan de Meij
Johannes (Johan) Abraham de Meij (Voorburg, 23 de noviembre de 1953) es un compositor, director de orquesta, trombonista y bombardinista neerlandés.

## Biografía
De Meij estudió pedagogía y completó sus estudios con la obtención de un diploma. Comenzó su carrera musical como trombonista, cuando sólo tenía quince años de edad en el Harmonie Forum Hadriani en Voorburg. Posteriormente fue miembro por varios años de la Orquesta juvenil de Hofstads. Estudió trombón y bombardino con Anne Bijlsma sr. y Piet van Dijk. En 1976 entró en el ejército y participó en la fanfarria Trompetterkorps de la Caballería en Amersfoort. Después del servicio militar en mayo de 1977, fue bombardino en el Amsterdamse Politiekapel, bajo la dirección de Karel Kokelaar.
Desde 1978 estudió  trombón en el Real Conservatorio de La Haya con Arthur Moore (trombón solista de la Orquesta de la Residencia de La Haya) y  dirección de bandas de viento metal con Rocus van Yperen y desde 1979 con Jan van Ossenbruggen. 
De Meij se asoció profesionalmente con Haags Koper Ensemble, con metales de la Radio Filharmonisch Orkest, la Orquesta Sinfónica de Utrecht y Orquesta de la Residencia de La Haya, donde tuvo un papel destacado. Este conjunto ofreció conciertos a escala nacional y a menudo en la radio. Para este grupo realizó trabajos administrativos y en especial realizó arreglos y composiciones. 
Los arreglos que De Meij ha hecho para orquestas sinfónicas y de bandas han sido interpretados en el Amsterdamse Politiekapel y también con orquestas nacionales y extranjeras. Contactó con una conocida editorial de música y recibió varios encargos de arreglos sinfónicos y para bandas de viento. 
Su primera sinfonía titulada El Señor de los Anillos para orquesta sinfónica de viento fue estrenada por la Groot Harmonieorkest van de Belgische Gidsen bajo la batuta de Norbert Nozy. Se hizo popular a raíz de la edición de un CD por la Real Capilla Militar, bajo la dirección de Pierre Kuijpers. La sinfonía, basada en motivos de la novela homónima de J. R. R. Tolkien, recibió en 1989 el afamado Premio de Composición Sudler. El 25 de noviembre de 2007, De Meij obtuvo el Premio holandés de música de viento. 
Para la publicación de sus composiciones De Meij fundó su propia editorial.
En 2015 De Meij compuso en ocasión del 200 aniversario del Parlamento holandés (Cámara Primera y Segunda), el Himno de los Estados Generales. Esta obra fue estrenada por la Orquesta de la Residencia de La Haya, durante una Reunión especial de los Estados, el 16 de octubre de 2015 en la Ridderzaal en La Haya contando con la presencia del rey Guillermo Alejandro en la celebración de este aniversario. El himno fue de nuevo escuchado en la conclusión de la Asamblea de los Estados en el Prinsjesdag, el 20 de septiembre de 2016.

## Composiciones
- 1979 Patchwork for brass sextet
- 1984-1988 Sinfonía n.º 1 «El Señor de los Anillos»
- 1988 Loch Ness - A Scottish Fantasy
- 1989 Aquarium opus 5
- 1993 Sinfonía n.º 2 «La Gran Manzana» (Sinfonía de Nueva York)
- 1995 Polish Christmas Music- Part 1 (basado en los villancicos polacos: Poklon Jezusowi; Mizerna, cicha; Aniol pasterzom mówil; Gdy sliczna Panna y Jam jest dudka)
- 1995 Jazz Suite n.º 2 (de Dmitri Shostakóvich) transcripción para banda
- 1996 T-Bone Concerto para trombón y banda
- 1997 Continental Overture
- 1998 La Quintessenza
- 2000 Casanova para violonchelo y orquesta sinfónica de viento
- 2002 The Venetian Collection
- Klezmer Classics for wind orchestra
- The Wind in the Willows
- 2005 Extreme Make-over (pieza de concurso para el European Brass Band Contest 2005, Groninga, Países Bajos)
- 2005 Ceremonial Fanfare[1]
- 2006 Symphony n.º 3 «Planeta Tierra»
- 2006 Windy City Overture - encargo de la Northshore Concert Band
- 2007 Canticles para trombón bajo y orquesta de viento
- 2007 Festive Hymn
- 2008 Dutch Masters Suite
- 2009? Evolution
- 2010 Spring - Overture for Wind Orchestra
- 2010 At Kitty O'Sheas (Irish Folk Song Suite)
- 2011 Cloud Factory
- 2011 "Songs from the Catskills"
- 2011? Sinfonietta n.º 1 (for brass band)[1]
- 2012 UFO Concerto for Euphonium
- 2012 Extreme Beethoven - encargo para el Wereld Muziek Concours en Kerkrade
- 2013 Symphony n.º 4 "Sinfonie der Lieder" para voz, coro de niños y orquesta (textos de Friedrich Rückert, Heinrich Heine y Hugo von Hofmannsthal)
- 2013 Basilica sacra[1]
- 2013 Summer
- 2014 Downtown divertimento[1]
- Madurodam[1]
- Pentagram[1]
- R.O.K Navy Fanfare
- 2019 Symphony n.º 5 «Regreso a la Tierra Media»